# Erhard Scherner

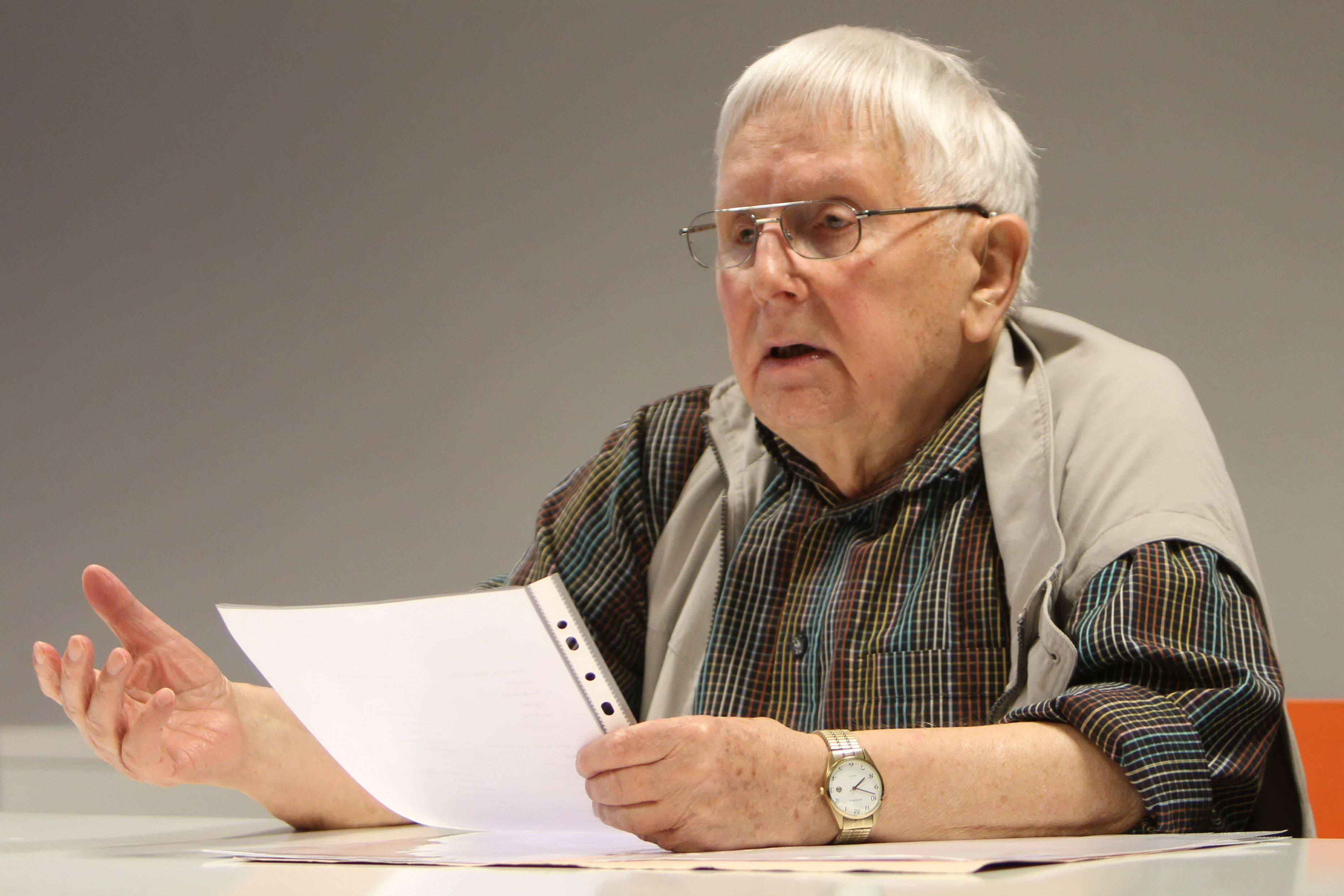
Erhard Scherner

Erhard Scherner (* 12. Januar 1929 in Berlin; † 30. September 2024 in Potsdam) war ein deutscher Schriftsteller, Lyriker, Nachdichter und Germanist.

## Leben
Erhard Scherner wuchs im Scheunenviertel in Berlin auf. Sein Abitur legte er 1947 ab. Er arbeitete zunächst als Schlosser und Neulehrer. 1948 trat er in die SED ein. Er studierte von 1948 bis 1953 in Leipzig bei Hans Mayer Germanistik und promovierte. Seit 1949 verband ihn eine Freundschaft mit dem Dichter Kurt Barthel (KuBa). 1953 heiratete er die Sinologin und Übersetzerin Helga Mühlpfordt. Von 1953 bis 1956 arbeitete er als wissenschaftlicher Mitarbeiter im Deutschen Schriftstellerverband. Von 1956 bis 1958 folgte ein gemeinsamer Chinaaufenthalt mit seiner Frau, während dem er als Lektor und Redakteur im Pekinger Verlag für fremdsprachige Literatur tätig war. Ab 1959 bis 1968 arbeitete er als politischer Mitarbeiter im Zentralkomitee der SED unter dem für kulturelle Fragen zuständigen Alfred Kurella. Als Mitarbeiter der Kulturkommission beim Politbüro forderte er beim Lyrikabend am 11. Dezember 1962 die Anwesenden auf, eigene Gedichte zu lesen, was der Auslöser für die Lyrikwelle in der DDR war. Nach einer Aspirantur im Institut für Gesellschaftswissenschaften beim ZK der SED ab 1968 wurde er 1972 stellvertretender Chefredakteur der Neuen Deutschen Literatur (NDL). Ab 1975 betreute er dann als Leiter des Alfred-Kurella-Archivs der Akademie der Wissenschaften der DDR den literarischen Nachlass von Alfred Kurella, bevor er ab 1980 freischaffender Schriftsteller wurde und auch Zirkel schreibender Schüler in Berlin und bei den Poetenseminaren der FDJ in Schwerin leitete. Von 1990 bis 1993 wirkte er beim Pekinger Fremdsprachenverlag und unternahm Studienreisen u. a. nach Taiwan und Südkorea.
Erhard Scherner hatte drei Kinder. Lange lebte die Familie in Schöneiche bei Berlin, ab 2016 in Potsdam. Sein Grab befindet sich auf dem Friedhof Friedensaue in Schöneiche.

## Filmbiografie
Über Erhard Scherner existiert eine Filmbiografie von Sven Boeck unter dem Titel „Graben“, die 2022 in Zusammenarbeit mit Klaus Schmutzer (ájour film) entstand.

## Werke
- Der chinesische Papagei. Verlag am Park, Berlin 2015, ISBN 978-3-945187-40-1.
- Geschichten vom Lao Wai. Im Himmel der Hunde von Peking und andere Innenansichten aus China. Eisbär, Berlin 1997, ISBN 3-930057-12-3.
- Herausgeber: Depesche an meine zukünftigen Eltern – Texte für den Frieden. Verlag Neues Leben, Berlin 1984.